# Marcelino Garde Villafranca
Marcelino Garde Villafranca (Carcastillo, 2 de octubre de 1925-Rípodas, 6 de mayo de 1990) fue sacerdote y autor español. Hablante del roncalés, recopiló materiales lexicográficos del uskara roncalés, organizó grupos para su aprendizaje y además colaboró y dirigió el suplemento en vascuence de la revista Príncipe de Viana durante varios años donde firmaba como Garde'tar Markelin, en euskera. 

## Biografía
Era hijo de Anastasio Garde Goñi, miembro del PNV, y de Genoveva Villafranca Garcés, ambos naturales de Carcastillo. Recibió sus primeras nociones de euskara de Florencio Lazcano, ayudante del secretario municipal de Carcastillo y natural de Betelu, además de jeltzale.
En 1939 ingresa en el seminario de Pamplona, compaginando sus estudios seminaristas con el autoaprendizaje del euskara ayudándose del «Método Práctico del Euskera» de Miguel Inchaurrondo Arriarán. Durante sus estudios trató sin éxito de crear un suplemento en euskara para la revista de la diócesis llamado Igandea ("Domingo" en español). Sin embargo, logró la creación de la revista "Aralar", redactada en español, pero trasladando «una visión algo más integradora de Navarra que la oficial.» Logrará publicar desde 1945 sus primeros poemas en euskara.
Tras hacerse sacerdote, fue párroco primero en Castillonuevo, durante dos años, y luego en Uztárroz en el Valle de Roncal, donde aprendió el uskera autóctono. También escribió poemas en este desafiante idioma. El 13 de junio de 1954 El Pensamiento Navarro publica su primera poesía escrito en uskera "Erronkari txoriñoa" dedicada a los menores roncaleses. Animado por su amigo José Aguerre, continuará publicando en este rotativo tanto en castellano como en euskera.
En los años 60 interviene en la creación de la Ikastola Paz de Ciganda en Pamplona (1965) como miembro de la Asociación de Amigos del País fundada en 1960 por Carlos Clavería. En 1964, aunque fue nombrado académico vasco, mantuvo una fuerte actitud contra el batua y se hizo miembro de la Asociación Euskerazaintza (de la Academia Popular de la Lengua Vasca) creada en 1967.
De 1973 a 1984 fue el director del suplemento en vasco de la revista de la Institución Príncipe de Viana, y desde 1984 hasta su fallecimiento era responsable de la página en vasco del Diario de Navarra titulada "Nafar-Izkuntza".